# Bergwirtschaftslehre
Die Bergwirtschaftslehre ist innerhalb der Betriebswirtschaftslehre eine spezielle Betriebslehre, die sich mit der Prospektion, Exploration und dem Abbau sowie der Vermarktung und dem Handel von bergmännisch gewonnenen Rohstoffen beschäftigt. 

## Teildisziplinen
Man unterscheidet die innere Bergwirtschaftslehre, die sich mit dem einzelnen Bergbaubetrieb beschäftigt (insbesondere mit dem Produktionsfaktor Lagerstätte), und die äußere Bergwirtschaftslehre, die sich mit den Rohstoffmärkten beschäftigt. Insbesondere in der Produktion und Verteilung von Erdöl und Erdgas spricht man auch von Upstream und Downstream.